# 箱館灣海戰
箱館灣海戰（日语：はこだてわんかいせん），為日本箱館戰爭其中一場海戰，也是戊辰戰爭最後一場海戰，於1869年5月20日至6月20日在函館灣進行。最後明治新政府取得勝利，並且蝦夷共和國於七日後投降，戊辰戰爭正式結束。

## 經過

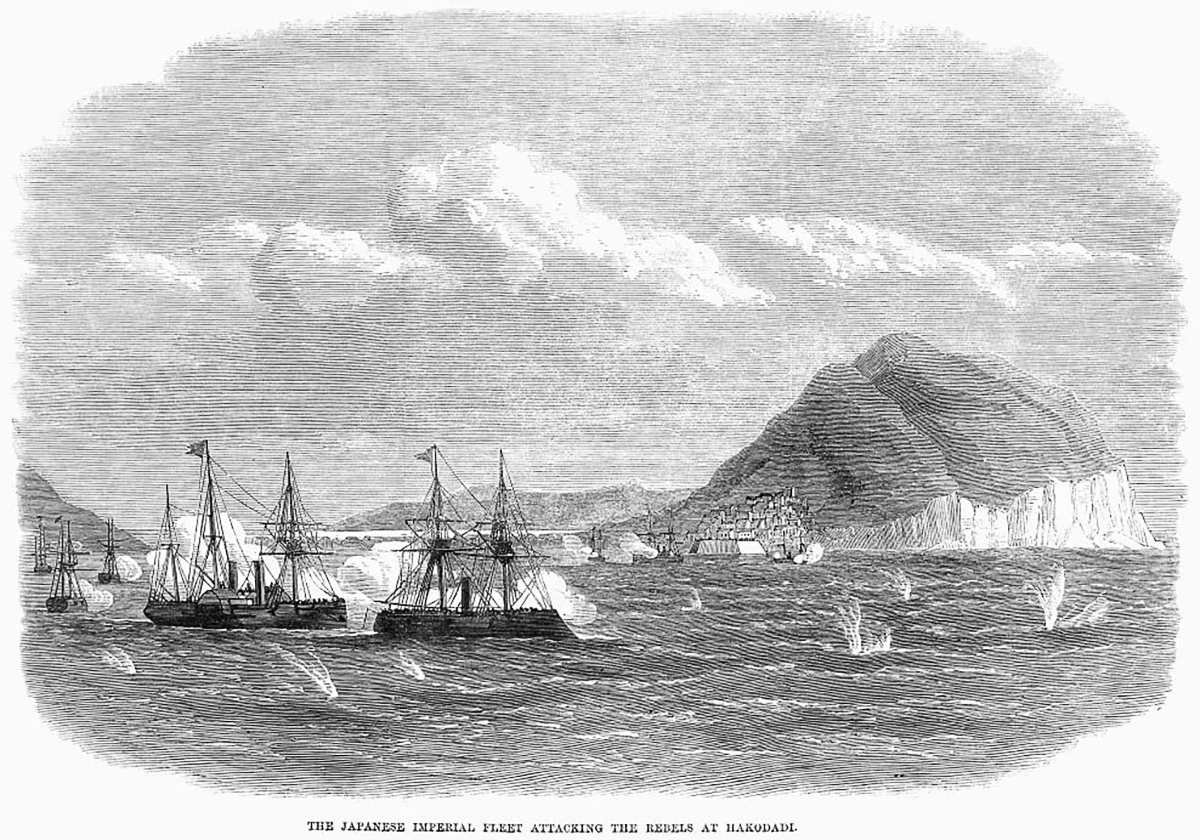
箱館灣海戰

在箱館戰爭期間，北海道方面蝦夷共和國有很多軍艦不是損傷就是被擊沉，只剩下三艘軍艦，分別是回天丸、蟠龍丸、千代田形丸。另一方面，明治新政府為了確保陸上軍隊能及時得到應有的支援，以及能夠盡快破壞陸上的其他要塞，便以甲鐵艦為旗艦，另外再建造多四艘軍艦，分別是春日丸、陽春丸、延年丸以及丁卯丸，另外又從幕府中捉獲一艘軍艦朝陽丸。
1869年5月20日，兩軍於函館灣正式開戰。蝦夷共和國一方因為技術上的不足，以及與新政府軍的軍艗數量實在相差太遠，因此於6月10日，千代田形丸被明治新政府軍捕獲。六天之後，回天丸因為機關功能太大損傷而在弁天台場觸礁，後來幕府一方因為不想白白浪費，只好將其開到淺灘上，改造成一個炮台，擔任支援的工作。。
6月20日，新政府軍發動箱館總攻撃，蟠龍丸折返，於折返途中擊中新政府軍朝陽丸的炸彈儲存庫，朝陽丸因此被擊沉。這次事件一度令舊幕府軍士氣變得高昂，但不久後蟠龍丸就沖進了淺水區並且觸礁。箱館灣海戰結束，明治新政府獲勝。
蝦夷共和國在這場戰爭當中失去所有軍艦，制海權也因此被新政府軍所控制，於是戰爭舞台轉為到陸地上。於6月27日，蝦夷共和國正式投降，戊辰戰爭結束。